# 老法院 (圣路易斯)
老法院（Old Courthouse）是美国密苏里州圣路易斯的一座历史建筑，原为密苏里联邦地区法院与密苏里州法院共同的办公地点。

## 历史
老法院采用联邦风格，于1828年建成。老法院由密西西比河以西的第一个建筑师事务所（除了新奥尔良）Lavielle and Morton事务所设计。法院大楼于1839年和1851年两次改建，呈现希腊复兴风格。美国内战期间，在1861年到1864年，William Rumbold为老法院模仿梵蒂冈圣伯多禄大殿增加了巨大的穹顶，与美国国会大厦的穹顶建于同一时期。穹顶上的绘画分别描绘圣路易斯历史上的四个事件。

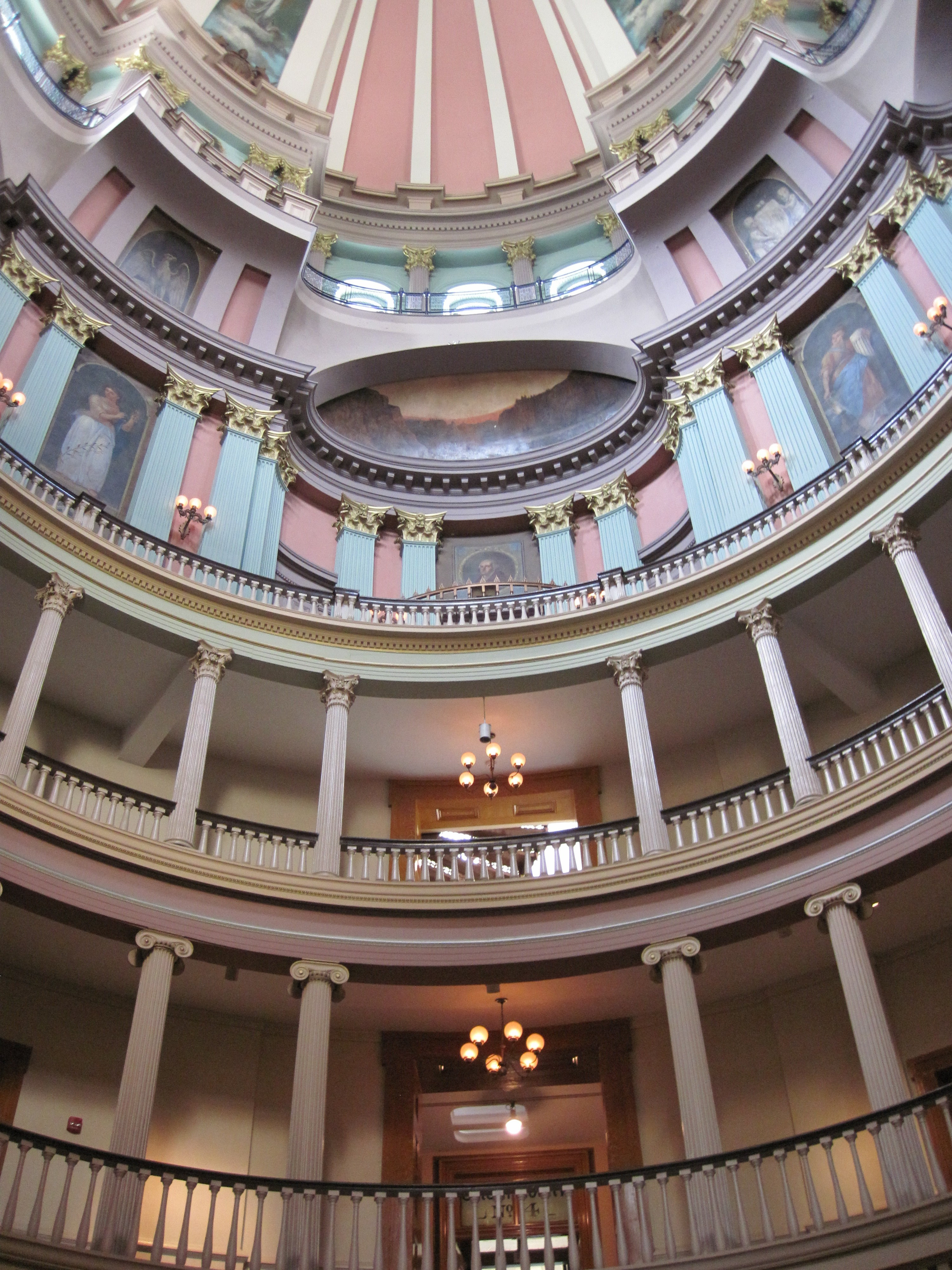

法院大楼曾是圣路易斯和密苏里州最高的建筑，直到1896年圣路易斯联合车站建成。

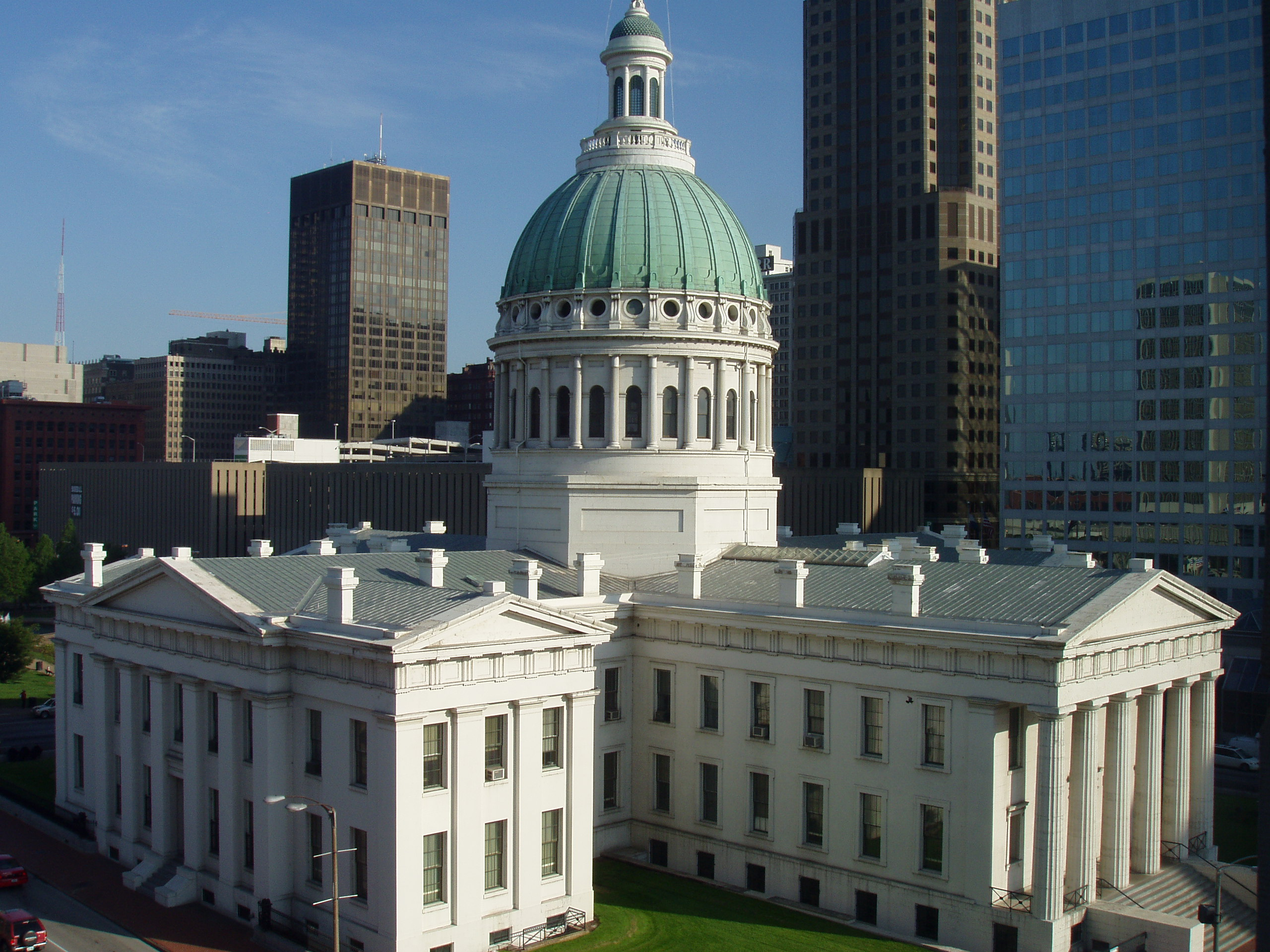
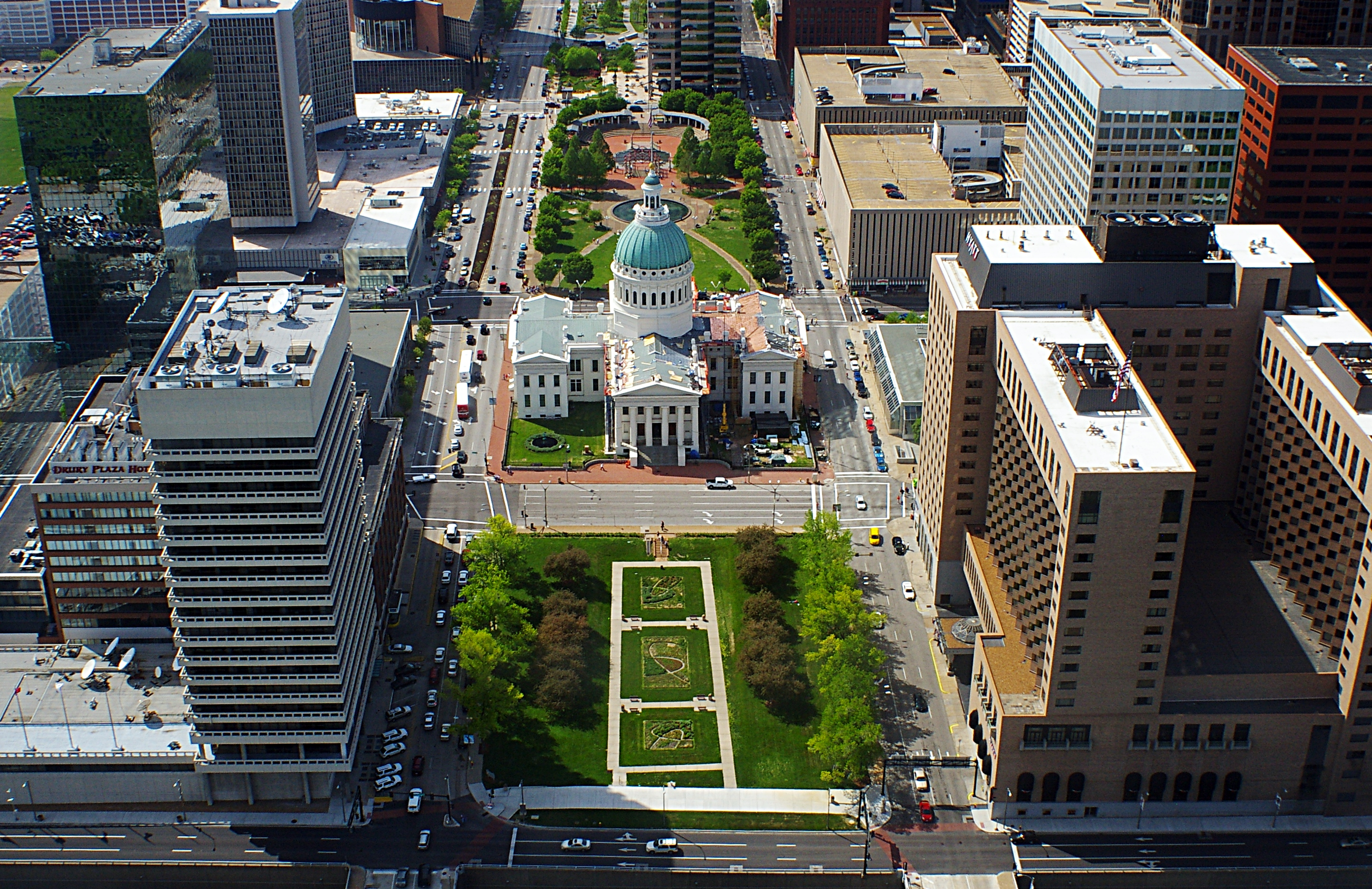
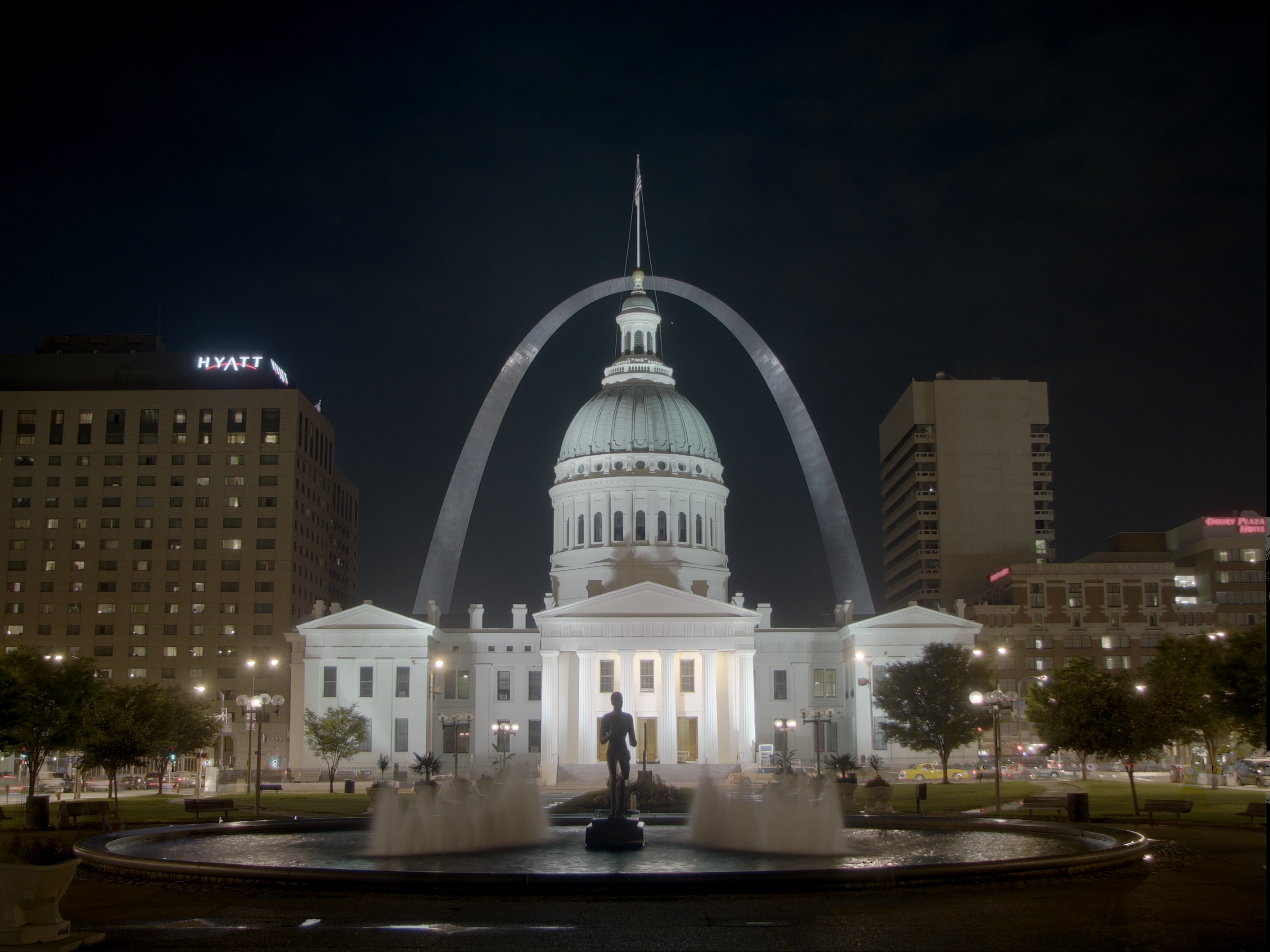
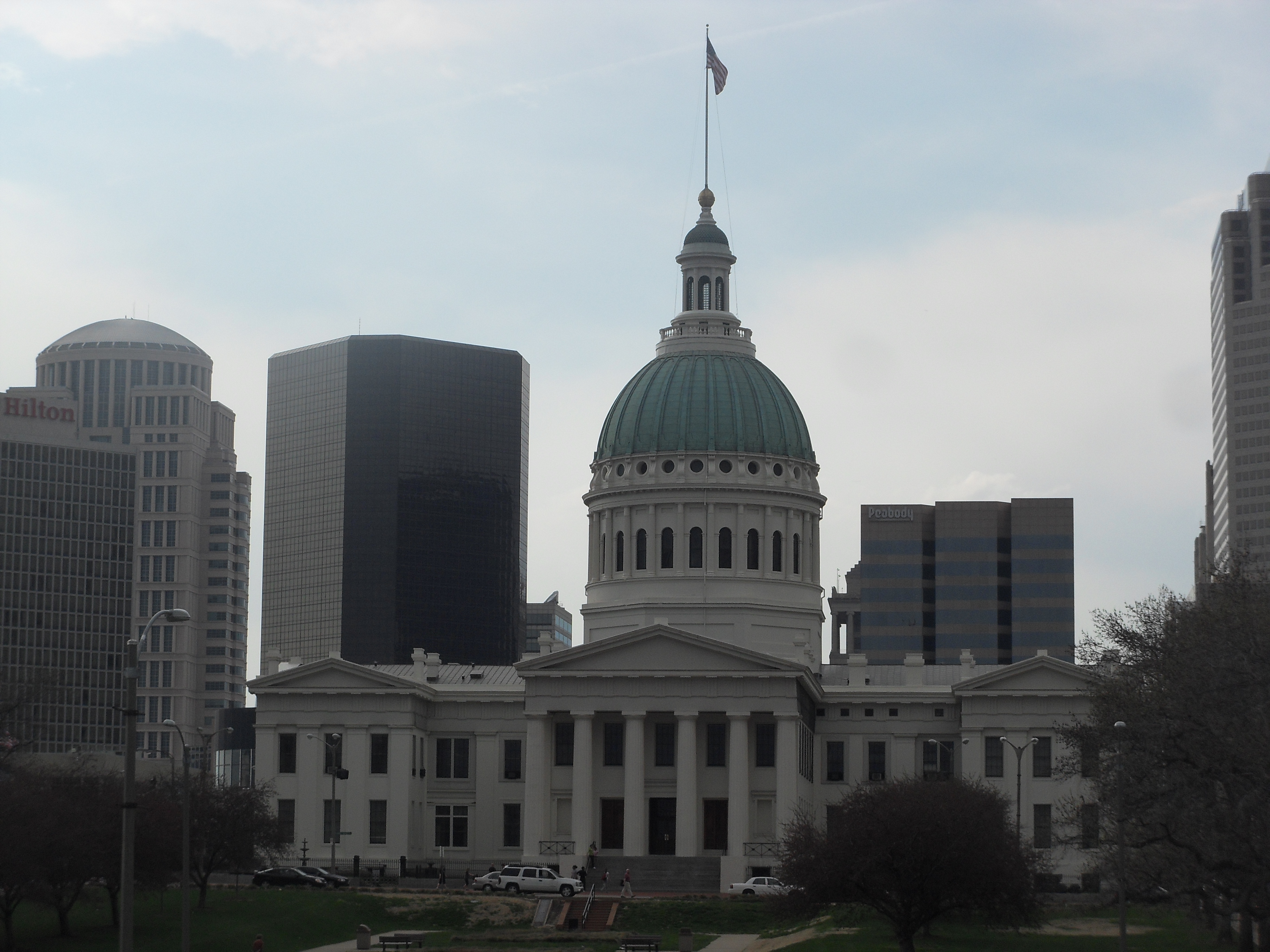